# Invasión de Salamaua-Lae
La invasión de Salamaua-Lae (8-13 de marzo de 1942), llamada Operación SR por los japoneses, fue una operación de las fuerzas imperiales japonesas para ocupar el área de Salamaua-Lae en el Territorio de Nueva Guinea durante la campaña del Pacífico de la Segunda Guerra Mundial. Los japoneses invadieron y ocuparon el lugar para construir un campo de aviación y establecer una base para cubrir y apoyar el avance de las fuerzas japonesas en las áreas orientales de Nueva Guinea y el Mar del Coral. La pequeña guarnición australiana en el área se retiró cuando los japoneses desembarcaron y no impugnaron la invasión.
En respuesta a los aterrizajes japoneses, una fuerza especial de portaaviones de la Armada de los Estados Unidos, incluidos los portaaviones Yorktown y Lexington, atacó a las fuerzas navales invasoras japonesas con aviones portaaviones el 10 de marzo. Apoyando el avión de transporte había ocho bombarderos B-17 del 435.º Escuadrón de Bombardeo del 19.º Grupo de Bombardeo del aeródromo de Garbutt, Townsville, Australia, y ocho bombarderos Hudson de la Real Fuerza Aérea Australiana del Escuadrón n.º 32 de Port Moresby, Nueva Guinea. La redada hundió tres transportes y dañó otras naves.
A pesar de las pérdidas sufridas durante el ataque aéreo, las fuerzas japonesas ocuparon con éxito Lae y Salamaua y comenzaron la construcción de una base y un campo de aviación. Las unidades aéreas basadas en el aeródromo más tarde apoyaron una campaña de superioridad aérea contra las fuerzas aliadas en Port Moresby. En julio de 1942, después de que los japoneses abandonaron los planes para invadir Port Moresby desde el mar, la base en Salamaua-Lae apoyó la ofensiva terrestre japonesa finalmente fracasada hacia Port Moresby a lo largo del sendero de Kokoda.

## Aterrizaje
A principios de 1942, el alto mando japonés comenzó a planificar operaciones en Nueva Guinea y las Islas Salomón, como parte de una estrategia general de establecer bases en el Pacífico Sur desde donde interceptar las líneas de comunicación aliadas entre los Estados Unidos y Australia. Como parte de esta estrategia, se determinó que era necesario capturar Lae, Salamaua, Tulagi y Port Moresby para establecer bases y prepararse para nuevas operaciones en el Pacífico Sur con el fin de empujar un perímetro defensivo más al sur. Para la invasión de Salamaua y Lae, la 4.ª Flota japonesa, bajo el mando de Shigeyoshi Inoue, y el Destacamento de los Mares del Sur de Tomitarō Horii establecieron una fuerza de aterrizaje construida alrededor del 2.º Batallón, el 144.º Regimiento de Infantería, bajo el mando del comandante Horie Masao, y un batallón de las Fuerzas Navales Especiales Japonesas.
Para apoyar la operación, la Armada Imperial Japonesa formó un grupo de escolta bajo el mando del Contraalmirante Kajioka Sadamichi. A este grupo, los japoneses asignaron los cruceros pesados Aoba, Kinugasa, Furutaka y Kako, los cruceros ligeros Tenryu, Tatsuta y Yūbari, los destructores Mutsuki, Mochizuki, Yoyoi, Asanagi, Oite y Yūnagi.
La flota de invasión salió de Rabaul el 5 de marzo de 1942, compuesta por el grupo de Sadamichi, varios buques auxiliares y los transportes. Los transportes de tropas Yokohama Maru y China Maru navegó hacia Salamaua llevando las tropas de Horie, mientras que los transportes Kongō Maru y Kokai Maru, junto con el minero auxiliar Tenyo Maru, estaban destinados a Lae con el grupo de desembarco naval. Las operaciones aéreas fueron voladas por la 24.ª Flotilla Aérea alrededor de Port Moresby, Lae y Bulolo en apoyo.
Partiendo de Rabaul, los japoneses desembarcaron el 8 de marzo de 1942 en Lae y Salamaua. A la Unidad Horie se le asignó la tarea de capturar Salamaua, incluido el aeródromo y el municipio, mientras que a la fuerza de aterrizaje naval se le asignó la responsabilidad de tomar Lae. En Lae, los japoneses aterrizaron sin oposición. Un pequeño destacamento de los Rifles Voluntarios de Nueva Guinea y algunos hombres del 2/22.º Batallón de Infantería emprendieron la demolición de infraestructura clave alrededor de Salamaua, y después de una escaramuza menor que resultó en una baja japonesa, destruyeron el puente sobre el río Francisco y luego se retiró a las colinas hacia Mubo. La interdicción aérea inicial por Hudsons del Escuadrón n.º 32 resultó en tres japoneses muertos y ocho heridos en el Yokohama Maru. Otro ataque de un Hudson alrededor de Lae resultó en daños leves al Asanagi.

## Incursión en Salamaua-Lae

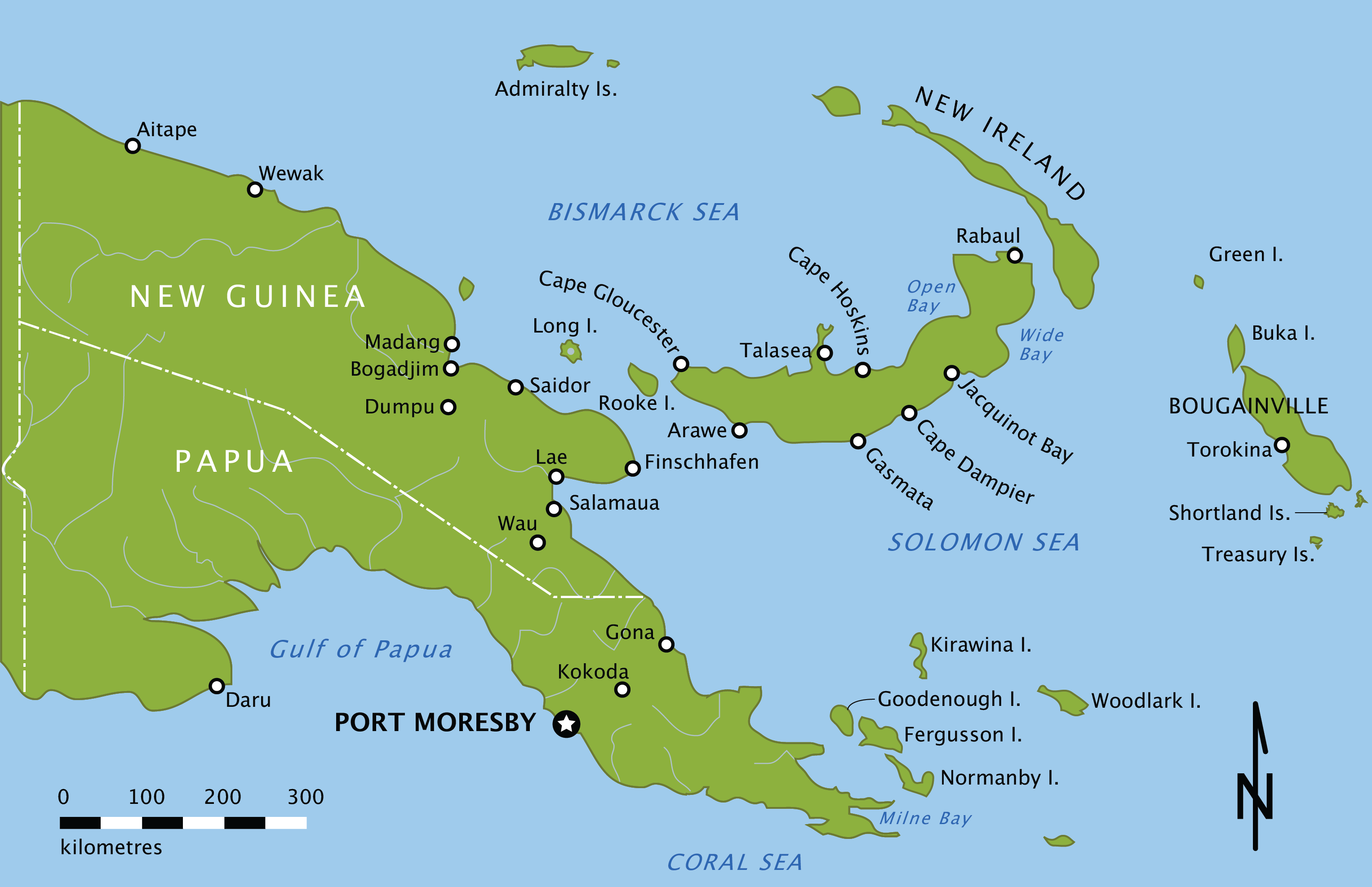
Nueva Guinea y Nueva Bretaña. Salamaua y Lae se posicionan en el Golfo de Huon, en el noreste de Nueva Guinea.

En la madrugada del 10 de marzo de 1942, los portaaviones de la Task Force 17 Lexington y Yorktown lanzaron sus aviones desde el Golfo de Papúa frente a la costa sur de Nueva Guinea. La Task Force, bajo el mando del Almirante Wilson Brown, había evitado la detección por parte de los japoneses, y el acercamiento de su avión desde la cordillera de Owen Stanley permitió a los atacantes aparecer aparentemente de la nada. La distancia de 201 km desde la cual se lanzaron los aviones proporcionó seguridad para la fuerza de tarea y ayudó a garantizar la sorpresa contra los japoneses.
Al acercarse a las áreas de aterrizaje del norte, el ataque comenzó con los bombarderos en picado SBD Dauntless del 2.º Escuadrón de Exploración de Lexington (VS-2), que golpeó el envío japonés en Lae a las 09:22. Pronto fueron seguidos por los bombarderos de buceo Dauntless del Escuadrón de bombardeo 2 (VB-2) y los Douglas TBD Devastator del 2.º Escuadrón de torpedos de Lexington (VT-2), que atacaron el envío en Salamaua a las 09:38 mientras que los Wildcats del 2.º Escuadrón de combate ( VF-2) estranguló Lae y Salamaua. Salamaua fue golpeada nuevamente unos 30 minutos después por el 5.º Escuadrón de Bombardeo del Yorktown (VB-5), el 5.º Escuadrón de Torpedos (VT-5) y el 42.º Escuadrón de Cazas (VF-42), mientras que los bombarderos en picado VS-5 atacaron las naves auxiliares a lo largo de la orilla en Lae.
Tras el ataque del avión de transporte, llegaron ocho bombarderos B-17 del 435.º Escuadrón de Bombardeo que volaban desde el aeródromo de Garbutt en Townsville y también bombardearon el área objetivo, causando más daños.
Fueron hundidos tres transportes (el Kongō Maru, el Tenyō Maru y el Yokohama Maru). Además, el crucero ligero Yubari, dos destructores (Asanagi y Yūnagi), el transporte Kokai Maru, el minador Tsugaru, el hidroavión Kiyokawa Maru y el dragaminas auxiliar Tama Maru n.º 2 resultaron dañados. El Tama Maru n.º 2 terminó hundiéndose tres días después debido al daño infligido por la incursión. Dos de las pérdidas de transporte se otorgaron al avión de transporte, mientras que el buque de carga se adjudicó conjuntamente a los aviones de transporte y los B-17. Las bajas japonesas ascendieron a 130 muertos y 250 heridos.
De los 104 aviones que participaron, un bombardero en picado SB3-2 Dauntless del VS-2 fue derribado por fuego antiaéreo japonés, con la pérdida de ambos miembros de la tripulación. Otros once aviones fueron dañados.
La incursión hundió o dañó dos tercios de los transportes de invasión empleados. El hecho de que la mayoría de los transportes había estado cerca de la costa y podía irse a la playa solo pudo evitar mayores bajas entre el personal del ejército japonés. El impacto psicológico fue mayor, al advertir a los japoneses que los estadounidenses estaban dispuestos a poner en riesgo a sus transportistas para oponerse a sus movimientos en la región. El temor a la interdicción de las fuerzas de transporte de los EE. UU. contra futuras operaciones contribuyó a la decisión de los japoneses de incluir a los transportistas de flota en su plan posterior para invadir Port Moresby, lo que resultó en la batalla del Mar de Coral.

## Consecuencias
Tras la finalización de la operación para capturar a Lae y Salamua, los japoneses comenzaron las operaciones para capturar Tulagi, en las Islas Salomón, como la siguiente etapa en el establecimiento de un perímetro defensivo en el Pacífico Sur. Mientras tanto, a partir del 18 de marzo, comenzaron a empujar tierra adentro desde Salamaua, mientras que alrededor de Lae fueron confinados principalmente a la ciudad durante varias semanas. Si bien los planes japoneses para asegurar Port Moresby se pospusieron después de la batalla del Mar del Coral, continuaron las operaciones en las cercanías y desarrollaron un campo de aviación y grandes instalaciones de base en el área de Salamaua-Lae. Estas instalaciones más tarde apoyaron sus operaciones en tierra durante la campaña del Sendero de Kokoda. A lo largo de 1942, los australianos se retiraron en gran medida del área hacia Wau, pero continuaron las operaciones de estilo guerrillero en el área con el establecimiento de la Fuerza Kanga, que llevó a cabo observaciones y ataques a pequeña escala alrededor de Salamaua y Lae. Posteriormente, los aliados recuperaron el control del área de Salamaua-Lae en septiembre de 1943 tras la conclusión de la campaña de Salamaua-Lae.